# Földicseresznye

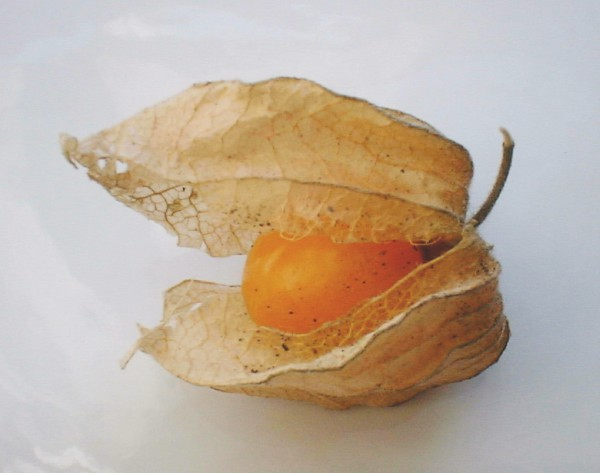
Egy perui földicseresznye gyümölcse

A földicseresznye, hólyagcseresznye (Physalis) vagy tévesen zsidócseresznye( ez utóbbi nagyon hasonlít rá, viszont mérgező!)   a burgonyavirágúak (Solanales) rendjébe és a burgonyafélék (Solanaceae) családjába tartozó növénynemzetség. Elsősorban a melegebb, mediterrán tájakon több faját gyümölcséért termesztik.
Neve a görög phusa (hólyag) szóból ered, mely elnevezést a csészelevelek formája után kapta.

## Elterjedése, élőhelye
Dél-Amerikából, valószínűleg az Andok Egyenlítőtől délre fekvő vidékéről származnak, és több fajuk nemesítését is ott kezdték meg (még az indiánok). Mérsékelt éghajlaton kerti dísznövényként termesztik.

## Termése
Rokonaihoz (mint például a paradicsom) hasonlóan bokrokon nő; ezek mérete fajonként erősen különböző. Amíg a termés meg nem érik, a papírvékony levelek lampionszerű burokként veszik körül a gyümölcsöt. Ennek mérete és formája mint az egresé, a színe fajtánként más és más. Húsa puha és lédús; benne sok apró, sárgásfehér magot találhatunk.
Föld alatti szára osztódásával terjed.
Az egész gyümölcs ehető, de az erősen bordázott, sárgástól világosbarnáig terjedő gyümölcsburok (hártyahéj) nem. Éretlenül még az éretten ehető fajok gyümölcse is mérgező. Fogyasztják nyersen, de készítenek belőle gyümölcssalátát, illetve kiadós salátát, kompótot és lekvárt is. Tortákhoz is jó. A penészedés elkerülése érdekében tárolni nagyon száraz és levegős helyen kell.
Sok C-vitamint tartalmaz, hatásos a reuma ellen, vízhajtó hatású, napi 3-7 gyümölccsel csökkenthető a vér húgysavtartalma.

## Fontosabb fajok
Korábban a lampionvirág vagy zsidócseresznye (Physalis alkekengi) is ide tartozott, azonban 2012-ben az új monotipikus (egyetlen fajt tartalmazó) Alkekengi nemzetségbe sorolták, A. officinarum Moench névvel.
- perui földicseresznye (Physalis peruviana)
- mexikói földicseresznye (Physalis philadelphica)

## Fajok
A lista nem teljes.
- Physalis acutifolia
- Physalis angulata
- Physalis angustifolia
- Physalis arenicola
- Physalis carpenteri
- Physalis caudella
- Physalis cinerascens
- Physalis cordata
- Physalis crassifolia
- Physalis foetens
- Physalis grisea
- Physalis hederifolia
- Physalis heterophylla
- Physalis hispida
- Physalis latiphysa
- Physalis longifolia
- Physalis minima
- Physalis missouriensis
- Physalis mollis
- Physalis peruviana (perui földicseresznye)
- Physalis philadelphica (mexikói földicseresznye)
- Physalis pruinosa
- Physalis pubescens
- Physalis pumila
- Physalis subulata
- Physalis turbinata
- Physalis virginiana
- Physalis viscosa
- Physalis walteri